# Бурдули, Владимир Иванович
Влади́мир Ива́нович Бурду́ли (груз. ვლადიმერ გივის ძე ბურდული; род. 26 октября 1980, Тбилиси) — грузинский футболист, полузащитник, тренер. Чемпион Грузии (1997/98, 1998/99, 2002/03), обладатель Кубка Грузии (2002/03, 2003/04).

## Биография

### Клубная карьера
Начал играть в футбол в Грузии в довольно раннем возрасте, ещё в детском саду. Родители не хотели, чтобы Владимир серьёзно занимался футболом. Большую роль в изменении их мнения сыграл тренер одной из футбольных секций, который увидел игру Бурдули во дворе и пришёл к родителям домой. Первым тренером был венгр Аттила Вихр. Он учился в Тбилиси, защищал диссертацию по теме «Детский футбол». Их команда называлась «Вакей».
Профессионально начал играть в 15 лет в «Динамо» из Тбилиси, за вторую команду. Тренировал Зураб Майсурадзе. В основу попал спустя год. В первую команду взял известный футболист и тренер Давид Кипиани. Ему почти исполнилось 17 лет. В семнадцать лет стал чемпионом Грузии.
Потом решил перейти в киевское «Динамо». Его приметили на Кубке Содружества, зимой. Тогда команду тренировал Алексей Михайличенко. В «Динамо» пробыл полтора месяца, на сборах сломал ногу и 6 месяцев не играл. После травмы немного поиграл за тбилисское «Динамо» и владикавказскую «Аланию». Затем мог оказаться в английской Премьер-Лиге — им интересовался «Манчестер Сити». Но пока выбирал клуб, трансферное окно закрылось. Пришлось возвращаться в Грузию.
Затем оказался на Украине. В «Кривбассе» отыграл год под руководством Александра Косевича. Перешёл в «Зарю». В сентябре 2008 года перешёл в «Таврию», подписал 2-летний контракт. В 2011 году закончил карьеру.

### Карьера в сборной
За сборную начал играть в 21 год. Забил 3 гола. Один за молодёжную сборную, и два за первую команду. Забил очень красивый гол сборной Украины во время товарищеского матча в Киеве в апреле 2002 года.

## Личная жизнь
Два сына.